# Tom Clancy's The Division
Tom Clancy's The Division este un joc video third-person shooter și action role-playing, cu elemente de survival și un mediu open world, dezvoltat de Ubisoft Massive, în colaborare cu Ubisoft Annecy, Ubisoft Reflections și Red Storm Entertainment, pentru platformele Microsoft Windows, PlayStation 4 și Xbox One. A fost anunțat în timpul conferinței Ubisoft de la E3 2013, împreună cu un gameplay de șapte minute. Jocul s-a lansat internațional în data de 8 martie 2016. The Division are loc într-o versiune distopiană a orașului New York City, după începerea unei pandemii de variolă; jucătorul, agent al Strategic Homeland Division (Divizia Strategică a Patriei), este însărcinat cu ajutarea reconstruirii operațiunilor Diviziei din Manhattan, luptând împotriva criminalilor și investigând cauza pandemiei. The Division este structurat cu elemente de role-playing, precum și cu moduri multiplayer collaborative și jucător vs jucător.
Jocul a fost primit cu reacții pozitive după lansare și a fost un succes comercial, Ubisoft declarând că jocul a întrecut recordul companiei pentru cele mai multe vânzări în prima zi. În plus, la o săptămână după lansare, Ubisoft a spus că The Division a fost cel mai profitabil joc al companiei, și cea mai profitabilă lansare în industrie a unei noi francize de jocuri, care a generat peste 330 milioane de dolari global.

## Gameplay

Captură de ecran din The Division, în care se arată sistemul de cover al jocului.

The Division are loc într-un Manhattan pe timp de criză, mediul fiind un open world distructiv, care poate fi explorat liber de către jucători. Misiunea jucătorului este de a restaura ordinea prin investigarea sursei unui virus. Jucătorii vor trebui să se alieze cu alți agenți ai Diviziei pe măsură ce avansează. Mecanicile jocului sunt similare cu cele ale third-person-shooter-elor, jucătorul putând avea trei arme și explozibili, precum mici bombe și mine. Jucătorii se pot adăposti în timpul luptelor cu arme, pentru a evita pierderea de viață, dar și pentru a avea un avantaj tactic atunci când vor ataca. Deoarece jocul este jucat din perspectiva third-person, personajul este vizibil.
Pe măsură ce avansează, jucătorii câștigă puncte de experiență (XP). Ei pot folosi aceste puncte pentru a-și modifica personajul, rucsacul, pentru a-și îmbunătăți armele și arsenalul, sau pentru a învăța noi abilități. Jucătorii trebuie să completeze misiuni pentru a învăța abilități precum aruncarea de grenade vindecătoare, folosirea mitralierei sau a radarului de puls, care evidențiază inamicii. Jocul conține un sistem dinamic de vreme, care poate avantaja sau dezavantaja jucătorii. De exemplu, furtunile ajută la invizibilitatea jucătorului și fac țintirea mai dificilă. Jocul conține și un ciclu noapte-zi, care va afecta comportamentul inamicilor din joc.
Lumea jocului conține "Dark Zones" (Zone întunecate), unde multe arme noi sunt lăsate de armata aflată în retragere. Aceste zone sunt separate de campania principală și au propriul sistem progresiv. Jucătorii pot descoperi iteme valoroase în Zone. Cu toate acestea, aceste iteme, cunoscute ca "pradă infectată", nu vor rămâne permanent la jucători, putând fi preluate de aceștia doar după ce au părăsit Zona cu ajutorul unui elicopter. Jucătorii pot fi acompaniați de parteneri co-operativi și alți agenți neutri controlați. Acești oameni, cu toate acestea, se pot întoarce oricând împotriva jucătorului, făcându-se dispăruți. Zona întunecată este modul multiplayer competitiv, jucător vs jucător, din The Division. Nivelul jucătorilor poate scădea dacă aceștia mor prea des în Zonă.

## Poveste
În timpul Black Friday, o pandemie de variolă transmisă prin virusuri plasați pe bancnote se împrăștie prin New York City. Boala, denumită "Otrava verde", cauzează haos, iar Manhattan-ul este pus sub carantină. Guvernul Statelor Unite îi însărcinează pe agenții Strategic Homeland Division (Divizia Strategică a Patriei), sau Division, pentru a întreprinde misiuni de urgență în încercarea de a restaura ordinea. În Brooklyn, protagonistul, un agent al Diviziei, ajută echipa JTF (Joint Task Force), după care pleacă spre Zona de carantină cu Faye Lau, o colegă. Cu toate acestea, avionul care trebuia să-i ducă acolo este distrus într-o explozie, omorându-l pe Comandantul Diviziei și rănind-o pe Lau. Agenții Diviziei folosesc Clădirea Poștală James A. Farley ca bază de operațiuni. De acolo, agenții primesc misiuni de a salva persoane importante și de a combate grupurile criminale, precum grupul Rikers, evadații de pe insula Rikers sau grupul Cleaners, ultimul dintre ele fiind format din muncitori sanitari, care ard pe oricine bănuiesc că este infectat. Agenții găsesc și o mostră a Otrăvii verzi. Studiind mostra, este dezvăluit că virusul a fost dezvoltat de un biolog controversat, numit Gordon Amherst. 
Eventual, agenții găsesc un material video în care un agent al Diviziei, Aaron Keeler, a omorât alți agenți și a dispărut. Este dezvăluit și că Keeler și alți agenți care au dispărut împreună cu el ajută "Last Man Battalion" (LMB) - Ultimul batalion, o companie militară privată ce este ostilă Guvernului SUA. Lucrând împreună, aceste două grupuri distrug VTOL-ul și îl omoară pe Comandant. Interceptând un semnal din partea consulatului rus, agenții încearcă să-l salveze pe Vitaly Tchernenko, un virolog rus, care pretinde a avea informații despre Otrava verde. Cu toate acestea, el este răpit de Keeler și de LMB înainte ca Divizia să ajungă la el. După ce ajută JTF-ul să obțină provizii și arme, agenții Diviziei atacă baza LMB-ului, sediul evacuat al Națiunilor Unite. Agenții găsesc un material video în care Keeler și agenții săi abandonează LMB-ul, luându-l pe Tcherneko prizonier. Liderul LMB-ului, Charles Bliss, încearcă să scape într-un elicopter, dar agenții distrug vehicului, omorându-l pe Bliss. Lau îi informează pe agenți că marea parte dintre amenințări au fost slăbite sau distruse, iar New York-ul începe să revină la normal, dar un semnal necunoscut îl duce pe agent către un laborator izolat. Acolo, ei găsesc un mesaj de la Keeler, în care el spune că are tehnologia de a dezvolta un nou val de Otravă verde și că intenționează să facă asta, dar și că agenții trebuie să exploreze centrul Manhattan-ului, numit “Zona întunecată”. Agentul este informat că probele strânse de laborator ajută la dezvoltarea antidotului, dar și că a fost recuperat un mesaj de la Amherst. În acel mesaj, Amherst dezvăluie că el a plănuit Otrava verde ca parte a planului său ecoterorist de a decima rasa umană și a conseva planeta. Dacă jucătorul urmărește instrucțiunile lui Keener, ei vor descoperi un mesaj în care Keener spune că va continua planurile lui Amherst, de vreme ce el a ajuns să venereze virusul ca pe un judecător al omenirii.

## Dezvoltare
The Division a fost, inițial, dezvoltat exclusiv pentru consolele generației a opta. La puțin timp după dezvăluirea jocului, Ubisoft a declarat că alte platforme nu sunt scoase din discuție. Ubisoft i-a întrebat pe utilizatorii de PC-uri dacă vor să semneze petiții pentru a arăta interes față de joc, după care ei vor decide ce se va întâmpla mai departe. Dezvoltarea jocului a început în vara lui 2012.
În timpul conferinței E3 2013, jocul a fost anunțat oficial, trailerul explicând deznodământul Operațiunii Dark Winter (22 iunie–23 iunie 2001) și motivul Directivei 51.  În timpul conferinței, Ubisoft a anuțat un companion app care va permite jucătorului să joace jocul și pe tabletă. Jucătorii se vor putea conecta ca o dronă, oferind sprijin tactic pentru jucătorii care se joacă pe PC sau console. Pe 20 august 2013, Ubisoft a anunțat că jocul se va lansa și pentru PC (Microsoft Windows), ca rezultat al "comunității PC pasionate și sonore." Pe 7 februarie 2014, Ubisoft a anunțat că studioul Ubisoft Reflections va colabora la dezvoltarea jocului și că va fi responsabil de designul hărții, al personajelor, dar și de componentele online ale jocului. Red Storm Entertainment, filială Ubisoft, co-fondată de Tom Clancy, va lucra la designul armelor din joc. Pe 8 mai 2015, a fost anunțat că și Ubisoft Annecy va colabora la dezvoltarea jocului.
Pe 15 mai 2014, a fost anunțat că The Division va fi întârziat până în 2015, conform unei surse anonime din interiorul studioului Ubisoft Massive. "Motorul grafic al jocului funcționează bine, nu este gata, dar funcționează bine. Dezvoltarea jocului abia a început, cu toate acestea," spunea sursa anonimă. The Division folosește noul motor grafic al celor de la Ubisoft, cunoscut ca Snowdrop, care a fost făcut exclusiv pentru PC și consolele next-gen, platforma Wii U fiind exclusă. Pe 9 iunie 2014, a fost anunțat că The Division se va lansa la sfârșitul anului 2015. Ubisoft a anunțat și că toate DLC-urile pentru The Division vor fi exclusive pentru platforma Xbox One.
Cu toate acestea, pe 12 mai 2015, Ubisoft a anunțat că jocul se va amâna din nou, de data aceasta pentru anul următor. The Division este acum programat să se lanseze pe 8 martie 2016, la doi ani după lansarea plănuită inițial.
În timpul conferinței E3 2015, au fost anunțate data finală de lansare a jocului, precum și un mod jucător vs jucător, numit "Dark Zones". Companion app-ul a fost anulat, compania considerând că adăugarea de drone va face ca modul multiplayer competitiv al jocului să devină necinstit. Lansarea beta a fost, apoi, programată pentru Xbox One în decembrie 2015, iar pentru Windows și PlayStation 4 în 2016. Pe 7 decembrie 2015, Ubisoft a anunțat că lansarea beta a lui The Division va fi mutată pentru "începutul lui 2016" și că lansarea alpha, exclusivă pentru platforma Xbox One, va începe în data de 9 decembrie. 
A fost confirmat pe 26 ianuarie 2016 că versiunea beta va începe pe 28 ianuarie 2016 pentru Xbox One și pe 29 ianuarie 2016 pentru Microsoft Windows și Playstation 4; aceasta s-a încheiat pe 2 februarie 2016 pentru toate platformele. 
Pe 9 februarie 2016, Ubisoft a anunțat că versiunea open beta pentru The Division va începe pe 18 februarie 2016 pentru Xbox One și pe 19 februarie pentru PC și PS4; aceasta s-a încheiat pe 21 februarie 2016 pentru toate platformele. Peste 6,4 milioane de jucători au participat la versiunea open beta. Pe 27 februarie 2016, Ubisoft a confirmat că jocul nu va conține microtranzacții.

## Recepție
Tom Clancy's The Division a primit recenzii pozitive. Ars Technica a comparat The Division cu Destiny, un FPS cu mecanici similare la capitolul iteme, crafting și lume. Jocul a fost comparat cu MMORPG-urile "moderne", explicându-se că, "structural, se simte ca un Guild Wars 2 sau un World of Warcraft mai recent", fiind o combinație între "acel moment când ești blocat pe server înainte de a începe jocul" și  "stilul chintesent de design al lui Ubisoft" în materie de colectare și îmbunătățire. The Division a fost criticat pentru lipsa varietății în activități și misiuni, explicându-se că "nu face multe pentru a ieși din forma generală a genului 'loot shooter'. De fapt, nu-și asumă aproape niciun risc, în special când vine vorba de inamici și pericol." Zona întunecată a fost descrisă ca fiind "chinuitoare", fiind criticată pentru că a împărtășit caracteristici ale lui Destiny, dar și pentru că este singura metodă de a obține echipament mai bun, care, în cele din urmă, tot în Dark Zone va fi folosit, spre deosebire de raid-urile din Destiny, care aduc un plus mecanicilor de gameplay.

### Vânzări
Versiunea fizică a lui The Division a fost cel mai bine vândut joc în prima săptămână de la lansare în Regatul Unit, debutând pe locul 1 în clasamentele din acea regiune. Jocul a întrecut vânzările din prima zi ale lui Watch Dogs. Lansarea jocului a marcat cel mai bun debut al unui joc video în primul trimestru în Regatul Unit, deținătorul anterior al recordului fiind Gran Turismo 4. Este cea de-al treilea cel mai bine vândut joc Ubisoft în Regatul Unit, în spatele lui Assassin's Creed III și Watch Dogs. Titlul a fost și cea mai bine vândută proprietate intelectuală, surclasând jocul Destiny. A fost și cel mai bine vândut joc din Japonia, vânzându-se peste 80.000 de copii în prima săptămână.